# Пусти снови
Пусти снови је југословенски хумористички филм из 1968. године. Режирала га је Соја Јовановић, а сценарио је писао Боривоје Разић.
Југословенска кинотека у сарадњи са А1 и Центар филмом дигитално је обновила овај филм.
Свечана пројекција је одржана у оквиру манифестације А1 кинотека – летњи биоскоп на отвореном 30. августа 2023. године.

## Радња
Љуба Поповић је продавац у једној робној кући велеграда, могао би да живи мирно и лепо али слабост су му глумци и њихов свет. У слободно време пише сценарија, глуми у аматерским позориштима и сања о свету филма. Заљубљен је у филмску звезду са којом у сновима долази до нестварних сусрета и доживљаја.

## Улоге
| Глумац                  | Улога                |
| ----------------------- | -------------------- |
| Мија Алексић            | Љубисав Љуба Поповић |
| Нуша Маровић            | филмска дива         |
| Мира Бањац              | Зорица Божовић       |
| Драгутин Добричанин     | Миша                 |
| Угљеша Рајичевић        | филмски продуцент    |
| Мића Орловић            | филмски глумац       |
| Бора Тодоровић          | ТВ редитељ           |
| Душан Кандић            | ТВ редитељ           |
| Братислав Грбић         | сниматељ             |
| Стана Новичић           | секретарица          |
| Душан Почек             | Љубин колега         |
| Миливоје Мића Томић     | шеф робне куће       |
| Ана Красојевић          | Зоричина кума        |
| Арсен Дедић             | певач                |
| Душан Крцун Ђорђевић    | Надзорник            |
| Зоран Ратковић          | портир               |
| Дејан Чавић             | преводилац           |
| Михајло Бата Паскаљевић |                      |
| Иван Хајтл              |                      |
| Нада Борозан            |                      |
| Миа Адамовић            |                      |
| Светозар Стошић         |                      |
| Мирослав Воркапић       |                      |
| Браслав Борозан         |                      |
| Душан Недељковић        |                      |
| Петар Цвејић            |                      |
| Слободан Јоцић          |                      |
| Петар Спаљковић         |                      |
| Бранислав Ћатовић       |                      |